# بهائیت در گرجستان
اعتقاد به بهائیت در سال ۱۸۵۰ و از طریق پیروانش به همراه دین بابیه و در خلال زندگی بهاءالله وارد گرجستان شد.در دوران سیاست سرکوب دینی شوروی، نهادهای بهائیان در جمهوری‌های شوروی به مرور منحل شدند و ارتباط آنها با بهائیان سایر نقاط دنیا قطع شد. با این حال در سال ۱۹۶۳ فردی در تفلیس شناسایی شد.
به دنبال پرسترویکا اولین محفل روحانی محلی بهائیان گرجستان در سال ۱۹۹۱ شکل گرفت و بهائیان گرجستان نخستین محفل روحانی ملی خود را در سال ۱۹۹۵ انتخاب کردند.انجمن بایگانی داده‌های مذاهب (با استفاده از دائرةالمعارف جهانی مسیحی) جمعیت بهائیان گرجستان را در حدود ۱۵۸۸ نفر در سال ۲۰۰۵ تخمین زد.

## در ابتدا
از سال ۱۸۵۰، گروه های کوچکی از بابی ها در سراسر قفقاز از جمله گرجستان پخش شدند. جمشیدی گرجی، یکی از اعضای برجسته مذهب در گرجستان و در دوران زندگی بهاءالله بود.وی در قسطنطنیه دستگیر و به ایران تبعید شد.
در آن زمان و تحت تاثیر انقلاب اکتبر در سراسر اتحاد جماهیر شوروی، اعتقاد به بهائیت نیز در سراسر خاک شوروی گسترش یافت. در سال ۱۹۲۵ و در حالی که انتخابات محفل روحانی ملی در قفقاز و ترکستان در حال انجام بود، دین بهائیت به آرامی در حال فراگیرشدن بود. علی‌رغم سرکوب شدید دینی در شوروی سابق، بهائیان به اصول اعتقادی خود پایبند ماندند و املاک و مستغلات خود را ترک کردند. انجمن بهائیان در شوری به مرور منحل شد و ارتباط آن با سایر نقاط جهان از بین رفت. برخی از آنها به زندان افکنده شده و مردند و برخی نیز به سیبری و بیشترشان به ایران تبعید شدند. پیروان بهائیت در سال ۱۹۵۳ و با نقشه ده‌ساله که پیشنهاد شوقی افندی که در آن زمان ولی امر و سرپرست جامعه بهائی در سراسر عالم بود به اتحاد جماهیر شوروی مهاجرت کردند. در اوج این نقشه، در سال 1963، در حالی که مراکز مختلف در منطقه از جمله گرجستان بازسازی شده بودند، یک فرد بهائی در تفلیس شناسایی شد.